# Майк Трой
Майк Трой (англ. Mike Troy, 3 жовтня 1940 — 3 серпня 2019) — американський плавець.
Олімпійський чемпіон 1960 року.
Переможець Панамериканських ігор 1959 року.